# Werner Wintersteiner

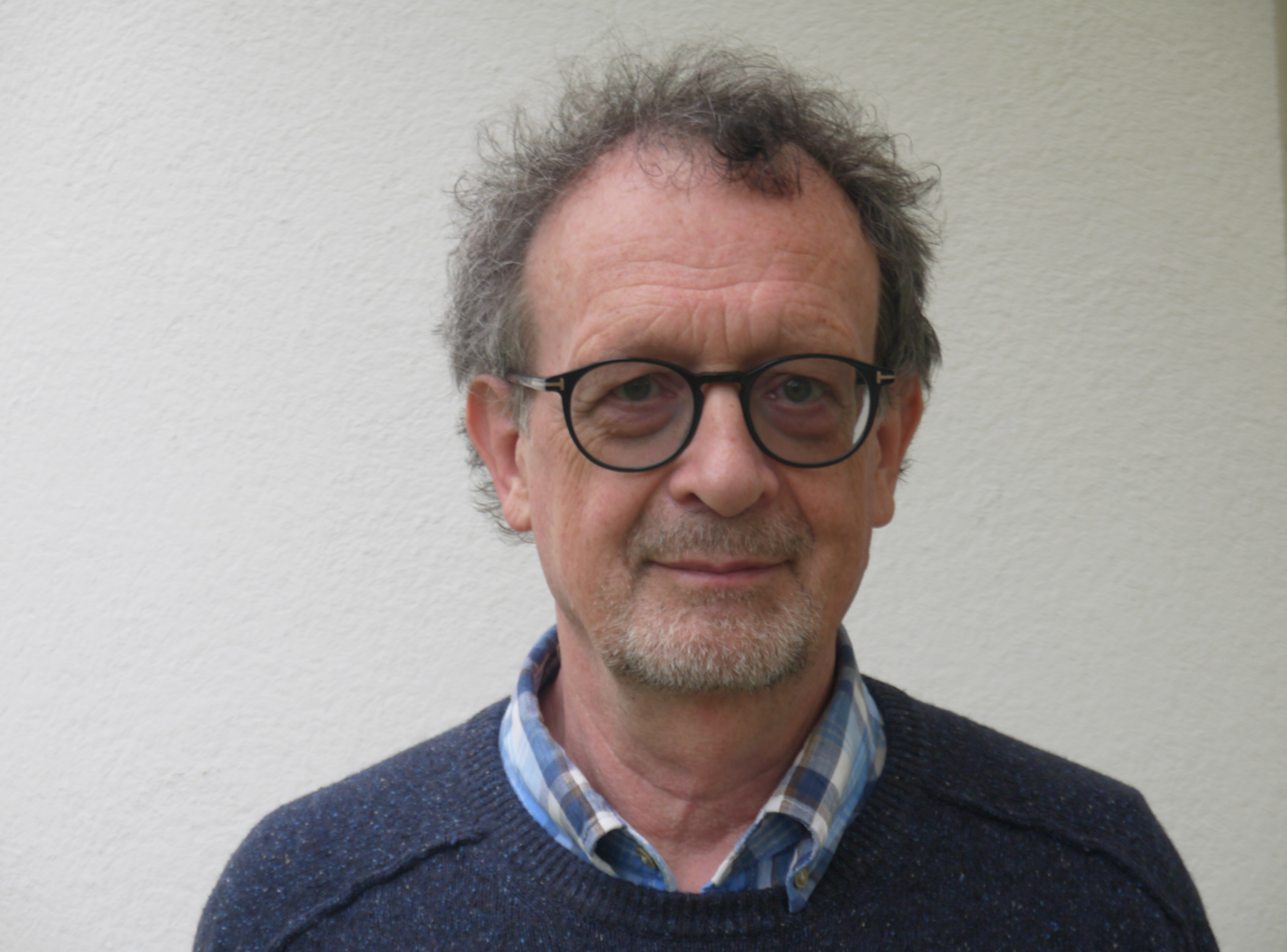
Werner Wintersteiner (2022)

 Werner Wintersteiner (* 24. Juni 1951 in Wien) ist ein österreichischer Germanist, Friedenspädagoge, Herausgeber und Hochschullehrer. Fachlicher Schwerpunkt seiner Tätigkeit in Forschung und Lehre ist die Deutschdidaktik und die Friedensforschung.

## Kurzbiografie
Werner Wintersteiner wuchs in Wien auf und lebt heute in Villach, Kärnten. Er ist verheiratet. Er studierte von 1970 bis 1976 Romanistik (französisch) und Germanistik an der Universität Wien. Dieses schloss er mit dem Mag. phil. (Lehramt) ab.

## Berufslaufbahn

### Allgemeines
Von 1976 bis 1987 war er an einer Berufsbildenden Höheren Schule (BHS) in Klagenfurt als Deutsch- und Französischlehrer tätig
Von 1987 bis 2003 war er Bundeslehrer im Hochschuldienst: Deutschdidaktiker und Friedenspädagoge am Institut für Germanistik der Universität Klagenfurt. 1998 promovierte er mit der Dissertation: „Pädagogik des Anderen. Bausteine für eine Friedenspädagogik in der Postmoderne“.
2003 habilitierte er sich (Venia: „Didaktik der deutschen Sprache und Literatur“ mit der Habilitationsschrift: „Poetik der Verschiedenheit. Literarisch-kulturelle Bildung unter den Bedingungen der Globalisierung“). 2007 erhielt er die Universitätsprofessur für Didaktik der deutschen Sprache und Literatur in Klagenfurt. 2005 gründete er das „Zentrum für Friedensforschung und Friedenspädagogik“, ebenfalls an der Universität Klagenfurt, dessen Leitung er mit Unterbrechungen er bis zu seiner Pensionierung 2016 innehatte. Von 2011 bis 2016 war er auch Leiter des Clusters „Konflikt-Frieden-Demokratie“ (Universität Klagenfurt, ÖSFK Stadtschlaining, Demokratiezentrum Wien, Institut für Konfliktforschung). 2012 war er Mitbegründer des Universitätslehrgangs mit Master-Abschluss Global Citizenship Education an der Alpen-Adria-Universität Klagenfurt und ist nach wie vor Mitglied des Leitungsteams. Er lehrte auch an der European Peace University Stadtschlaining, am Teachers College der Columbia University, New York, an der East China Normal University, Shanghai, und an der Philipps-Universität Marburg. Werner Wintersteiner spricht neben Deutsch auch Französisch, Englisch, Italienisch.

### Schwerpunkt

#### Deutschdidaktik
Ein beruflicher Schwerpunkt von Werner Wintersteiner lag in der Deutschdidaktik, mit dem Schwerpunkt auf Literaturdidaktik. Er baute dazu die inhaltlichen und organisatorischen Grundlagen für eine österreichische Deutschdidaktik auf.
Hierzu gestaltete er die Zeitschrift „informationen zur deutschdidaktik“ („ide“), die zunächst ein reines Rezensionsorgan war, 1988 zu einer thematischen Zeitschrift um, gründete einen wissenschaftlichen Beirat und veranstaltete regelmäßige bundesweite Tagungen. 1999 folgte die Gründung der Buchreihe „ide-extra“. So entstand ein Netzwerk der universitären Deutschdidaktik Österreichs.
Wintersteiner hatte die erste Professur für Deutschdidaktik in Österreich inne und erreichte die Gründung eines eigenständigen deutschdidaktischen Instituts „Österreichisches Kompetenzzentrum für Deutschdidaktik“ (2006–2016).
Die Forschungsschwerpunkte von Wintersteiner waren in diesem Bereich vor allem: Deutschdidaktik und Politische Bildung sowie Literaturdidaktik und Transkulturalität. Er hat wesentlichen Anteil an der Entwicklung des Konzepts einer transkulturellen Literaturdidaktik (siehe Publikationen).

#### Friedensforschung
Wintersteiners wissenschaftliche Beschäftigung mit Friedensforschung, zunächst speziell mit Friedenspädagogik, reicht in die 1980er Jahre zurück. Er verstand sich immer als scholar-practitioner, also als Wissenschaftler und Aktivist zugleich. Er war Gründer und Obmann des Vereins „Alpen-Adria-Alternativ. Verein für Frieden, Menschenrechte und interkulturelle Zusammenarbeit“ (Graz und Villach, 1990–2000), welcher Seminare, Studien, Projekte und Publikationen zur grenzübergreifenden interkulturellen Zusammenarbeit, zum interkulturellen Lernen und zur Friedenserziehung, darunter die „Europäische Jugendakademie“ (1993–2001) organisierte.
Von 2005 bis 2016 war er Gründer und Leiter des universitären Zentrums für Friedensforschung und Friedenspädagogik an der Alpen-Adria-Universität Klagenfurt (2005–2016). Er ist im wissenschaftlichen Beirat von: „Wissenschaft & Frieden“ (seit 1996); „Journal of Peace Education“ (seit 2000); „Europea“ (seit 2016), „Zefko/Zeitschrift für Friedens- und Konfliktforschung“ (seit 2012) vertreten.
Seine Schwerpunkte liegen auf Friedenspädagogik und Global Citizenship Education, Kulturwissenschaftliche Friedensforschung, darunter auch Literatur und Frieden, konzeptuelle Grundlagen der Friedensforschung, sowie auf dem Alpen-Adria Raum als Friedensregion.
In diesem Zusammenhang organisierte Werner Wintersteiner grenzübergreifende Seminare zu Frieden und Friedenspädagogik in Italien, Slowenien und Kroatien (seit 1984). Er war am Aufbau der „Friedensschule“ in Gorski kotar (Kroatien, 1993–1995) beteiligt, ebenso wie am Projekt PRAA (Peace Region Alps-Adriatic) und hat das Alpen-Adria-Friedensmanifest verfasst. Er hat seit dessen Gründung mit dem Friedensinstitut ASPR in Stadtschlaining kooperiert, z. B. arbeitete er 2020 bis 2022 im Leitungsteam der internationalen Kampagne von ASPR „Heimatland Erde“ mit. Werner Wintersteiner ist Board Member des Herbert C. Kelman Institute for Interactive Conflict Transformation, Wien.

## Auszeichnungen
- Bundes-Ehrenzeichen der Republik Österreich „in Anerkennung der ehrenamtlichen und unentgeltlichen Verdienste im Bereich Interkultureller Dialog“ (2008)
- Erhard Friedrich Preis für Deutschdidaktik (2010)
- ITB Berlin Buchpreis in der Kategorie ITB Special Management Award für das International Handbook on Tourism and Peace (2015)
- Sustainability Award des BM für Nachhaltigkeit und Tourismus und des BM für Bildung, Wissenschaft und Forschung im Handlungsfeld Lehre und Curricula für den Universitätslehrgang „Global Citizenship Education“ (2018)
- GENE Award “Quality and good practice in Global Education across Europe” für den Universitätslehrgang „Global Citizenship Education“ (2021)[5]
- Großes Ehrenzeichen des Landes Kärnten (2023)[7]

## Publikationen
Werner Wintersteiner veröffentlichte sieben Monographien und über 50 Sammelbände sowie über 400 Aufsätze zu den Themenschwerpunkten Literaturdidaktik, Deutschdidaktik, Interkulturalität, Friedenspädagogik, Global Citizenship und Friedensforschung in österreichischen und internationalen Fachzeitschriften bzw. in Sammelbänden in den Sprachen: Baskisch, Deutsch, Englisch, Französisch, Italienisch, Slowenisch, Spanisch.

### Monographien
- Poetik der Verschiedenheit. Literatur, Bildung, Globalisierung. erweiterte Neuausgabe. Drava, Klagenfurt/ Celovec 2022, ISBN 978-3-85435-969-2.
- Die Welt neu denken lernen – Plädoyer für eine planetare Politik. Lehren aus Corona und anderen existentiellen Krisen. transcript, Bielefeld 2021, ISBN 978-3-8376-5635-0.
- mit Cordula Wohlmuther: Dort, wo unsere Großväter gegeneinander kämpften … - Die „Friedenswege“ an der Frontlinie des Ersten Weltkriegs: Tourismus und Frieden im Alpen-Adria-Raum. Drava, Klagenfurt/ Celovec 2018, ISBN 978-3-85435-767-4.
- Transkulturelle literarische Bildung. Die „Poetik der Verschiedenheit“ in der literaturdidaktischen Praxis. Innsbruck 2006, StudienVerlag.
- Poetik der Verschiedenheit. Literatur, Bildung Globalisierung. Drava, Klagenfurt 2006, Drava, ISBN 3-85435-462-2.
- Hätten wir das Wort, wir bräuchten die Waffen nicht.“ Erziehung für eine „Kultur des Friedens. (= ide-extra. Band 10). StudienVerlag, Innsbruck/ Wien/ München 2001.
- Pädagogik des Anderen. Bausteine für eine Friedenspädagogik in der Postmoderne. agenda, Münster 1999, ISBN 3-89688-042-X.

### Periodika und Reihen
- Jahrbuch Friedenskultur. Klagenfurt/Drava Verlag. 2006–2016.
- informationen zur deutschdidaktik. (ide), Zeitschrift für den Deutschunterricht in Wissenschaft und Schule, Erscheinungszeitraum: Vierteljährlich, Innsbruck-Wien, StudienVerlag, seit 1988 (neue Folge). Seit 1994. Mit Eva Maria Rastner.
- ide-extra. eine deutschdidaktische Publikationsreihe, Innsbruck-Wien-Bozen, StudienVerlag, seit 1993, bisher 23 Bände.
- Friedenserziehung konkret. Schulpraktische Handreichungen zur Friedenserziehung. Mit Arno Truger für das Österreichische Studienzentrum für Frieden und Konfliktlösung, 1993–1999 in 6 Ausgaben.
- alpe-adria. Friedenspädagogische und friedenspolitische Zeitschrift. Mit Bettina Gruber, Erscheinungszeitraum: vierteljährlich, 1986 bis 2000.
- Kultur und Konflikt. Buchreihe im Transcript Verlag, Bielefeld, bis 2016.

### Selbstständige Publikationen
Von den seit 1992 erschienenen selbständigen Publikationen von Werner Wintersteiner (teilweise mit anderen Autoren) sind besonders hervorzuheben:
- Edgar Morin: Von Krieg zu Krieg. Von 1940 bis zur Invasion der Ukraine. Herausgegeben von Werner Wintersteiner und Wilfried Graf. Aus dem Französischen von Werner Wintersteiner. Wien: Turia + Kant, 2023. ISBN 978-3-9851407-5-6.
- Haenny Wintersteiner: WIENER KINDHEIT UM 1900. Kindergeschichten, Gedichte, Erinnerungen. Verlagshaus Hernals, Wien 2022, ISBN 978-3-903442-17-7.
- mit Sabine Zelger (Hrsg.): Global Citizenship Education im Deutschunterricht. Informationen zur deutschdidaktik, Heft 4/2021, ISSN 0721-9954.
- mit Jan Brousek, Danijel Grafenauer und Daniel Wutti (Hrsg.): SLOVENIJA | ÖSTERREICH: Befreiendes Erinnern – Osvobajajoče spominjanje. Dialogische Aufarbeitung der Vergangenheit – Dialoško obravnavanje zgodovine. Drava, Klagenfurt/ Celovec 2020, ISBN 978-3-85435-948-7.
- mit Cristina Beretta und Mira Miladinović Zalaznik (Hrsg.): Manifest|o Alpe-Adria. Stimmen für eine Europa-Region des Friedens und Wohlstands | Voci per una regione europea di pace e prosperità | Glasovi za evropsko regijo miru in blagostanja. Löcker, Wien 2020, ISBN 978-3-99098-027-9.
- mit Josef Feldner, Danijel Grafenauer, Wilfried Graf, Janez Stergar und Marjan Sturm (Hrsg.): Building the Peace Region Alps-Adriatic. Friedensregion Alpen-Adria. Klagenfurt/ Celovec 2018.
- mit Nicola Mitterer und Hajnalka Nagy (Hrsg.): Die Ansprüche der Literatur als Herausforderung für den Literaturunterricht. Theoretische Perspektiven der Literaturdidaktik. (= Beiträge zur Literatur-und Mediendidaktik). Peter Lang Verlag, Frankfurt 2016, ISBN 978-3-631-69687-3.
- mit Helmolt Rademacher (Hrsg.): Friedenspädagogik und Demokratiepädagogik. WOCHENSCHAU Verlag, Schwalbach/Ts. 2016 in Jahrbuch Demokratiepädagogik. 2016/17, ISBN 978-3-7344-0277-7.
- mit Lisa Wolf (Hrsg.): Friedensforschung in Österreich. Bilanz und Perspektiven. Drava, Klagenfurt/ Celovec 2016, Jahrbuch Friedenskultur. Bd. 10, 2015, ISBN 978-3-85435-779-7.
- mit Gertraud Diendorfer, Blanka Bellak und Anton Pelinka (Hrsg.): Friedensforschung – Konfliktforschung – Demokratieforschung. Ein Handbuch. Böhlau Verlag, Wien 2016, ISBN 978-3-205-20203-5.
- mit Hajnalka Nagy (Hrsg.): Erinnern – Erzählen – Europa. Das Gedächtnis der Literatur. StudienVerlag, Innsbruck 2015, ISBN 978-3-7065-5296-7.
- mit Cordula Wohlmut (Hrsg.): International Handbook of Tourism and Peace. Drava, Klagenfurt 2014, ISBN 978-3-85435-713-1.